# حرب غير تقليدية

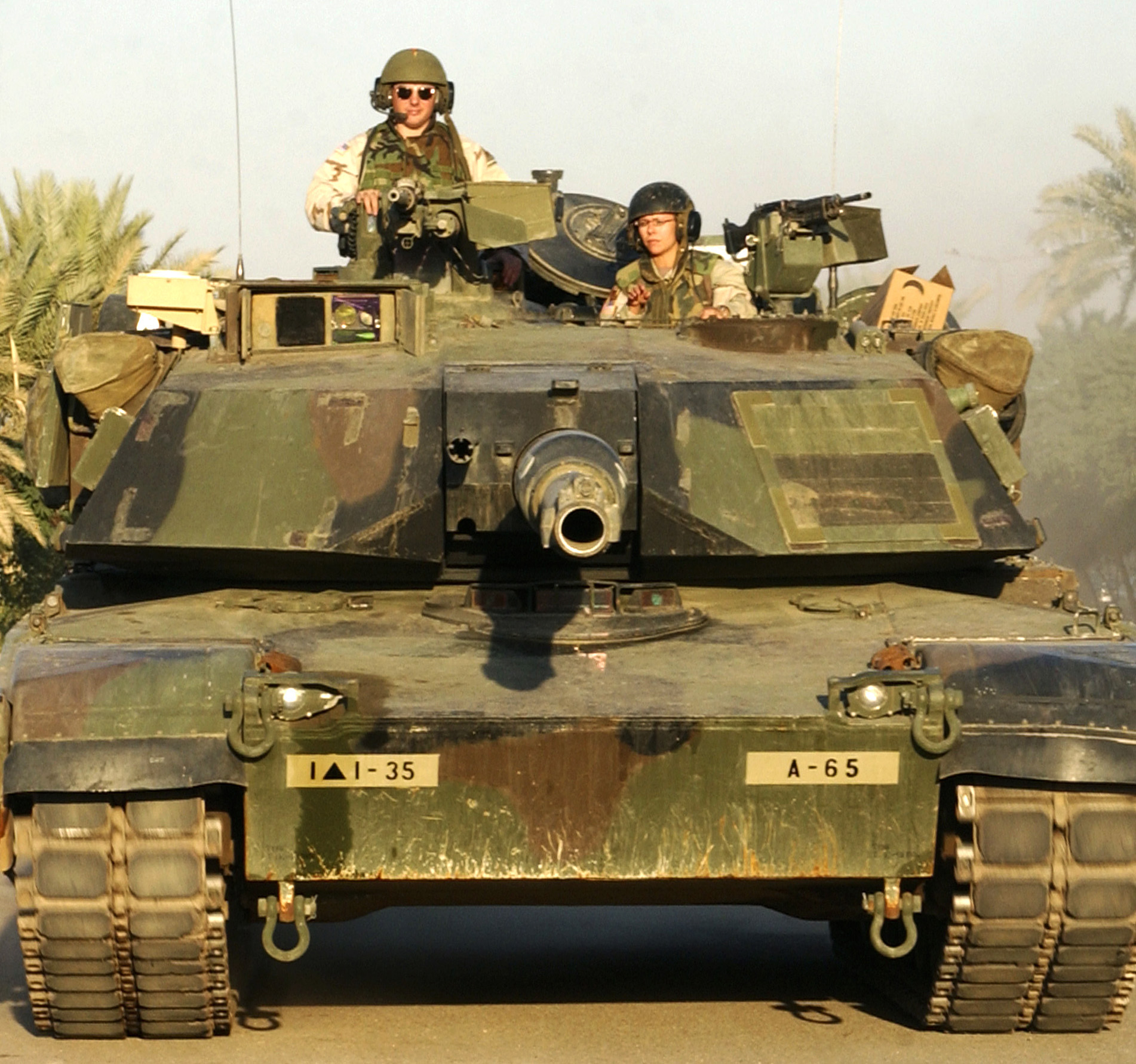

الحرب غير التقليدية وهي نوع من الحروب، وعكسها الحرب التقليدية، حيث تستخدم الحرب التقليدية للحد من القدرة العسكرية للخصم، أما الحرب غير التقليدية فهي وسيلة لتحقيق النصر من خلال القبول والاستسلام أو الدعم السري لأحد أطراف الصراع.
إن تعبير الحرب غير التقليدية يعطي عكس مفهوم الحرب التقليدية في أن القوات أو الأهداف سرية وغير واضحة المعالم.

## الأهداف
الهدف من الحرب غير التقليدية هو غرس اعتقاد سائد بأن الأمن والسلام لا يمكن أن تتم بغير تنازلات، وكذلك التحريض على الحروب المتعبة والعمل على زيادة تدني مستوى المعيشة وتدني الحريات والحقوق المدنية، ونشر الخوف والهلع والكآبة ويمكن تعريفها كالتالي (جهود الولايات المتحدة في الحرب غير التقليدية هي «استغلال الضعف السياسي والعسكري والأقتصادي والحالة النفسية للقوة المعادية وتطوير ودعم المقاومة لإنجاز الأهداف الأمريكية الأستراتيجية») أو كما قال عنها جون كينيدي: (هناك نوع آخر من الحروب، جديدة من حيث القوة، قديمة من حيث الأصول. حروب يشنّها أفراد العصابات والمخربون والمتمردون والقتلة؛ حربٌ من خلال كمين عوضاً عن القتال، من خلال التسلل عوضاً عن الهجوم، السعي إلى النصر من خلال تقويض العدو واستنزافه عوضاً عن العراك معه) 